# 1825 год в науке
В 1825 году были различные научные и технологические события, некоторые из которых представлены ниже.

## События
- Первый чувствительный гальванометр для измерения величины тока (Леопольдо Нобили)[1].

## Публикации
- Завершена публикация главного труда Лапласа — классической «Небесной механики».

## Премии и награды
- Медаль Копли — Франсуа Жан Доминик Араго, Питер Барлоу.

## Родились
- 2 февраля — Анри Жиффар (Henri Giffard), французский инженер, первым построивший дирижабль и совершивший первый полёт на дирижабле в 1852 году (ум. 1882).
- 17 февраля — Альбрехт Фридрих Вебер, немецкий востоковед (ум. 1901).
- 9 марта — Можайский, Александр Фёдорович, русский контр-адмирал, изобретатель самолёта (ум. 1890).
- 11 апреля — Фердинанд Лассаль, немецкий философ, экономист и политический деятель, основатель лассальянства — течения в рабочем движении (ум. 1864).
- 4 мая — Томас Генри Гексли, английский естествоиспытатель.
- 18 июля — Пьер Карл Эдуар Потен, французский медик, один из основоположников кардиологии.

## Скончались
- 10 июля — Андреас Йозеф Шнауберт, немецкий учёный-юрист.
- 6 октября — граф де Ласепед, французский ихтиолог и государственный деятель.
- Мария Ардингелли — итальянский математик и физик.